# Kenneth O. Morgan
Kenneth Owen Morgan, baron Morgan, (né le 16 mai 1934) est un historien et auteur gallois, surtout connu pour ses écrits sur l'histoire des îles Britanniques et la politique galloise. Il est régulièrement critique et animateur à la radio et à la télévision. Il est un intellectuel influent au sein du Parti travailliste.

## Biographie
Kenneth O. Morgan grandit dans le pays de Galles rural et fréquente l'Aberdovey Council School, l'University College School (en) à Londres) et l'Oriel College d'Oxford où il suit les conférences d'Asa Briggs, Christopher Hill, Hugh Trevor-Roper et d'Alan Taylor. Il soutient en 1958 une thèse de doctorat à Oxford, sur le rôle du pays de Galles dans la politique britannique à la fin du XIXe siècle, en mettant l'accent sur Gladstone.
Il enseigne à l'université de Swansea de 1958 à 1966 et est titulaire d'une bourse ACLS à l'université Columbia, New York en 1962-1963, où il est professeur invité en 1965. Il est membre du Queen's College d'Oxford de 1966 à 1989 et est vice-chancelier de l'université du pays de Galles de 1989 à 1995. À ce titre, il est membre gallois surnuméraire du Jesus College d'Oxford de 1991 à 1992. Il est directeur de l'université d'Aberystwyth dans les années 1990.
En 1983, il est élu membre de la British Academy et en 1992, il est nommé membre d'honneur du Queen's College d'Oxford et en 2002 de l'Oriel College. Il devient un druide de Gorsedd Cymru en 2008 et reçoit en 2009 la médaille d'or de l'Honorable Society of Cymmrodorion pour l'ensemble de ses réalisations. Il est également membre fondateur de la ₴.
Morgan est membre du Parti travailliste et, le 12 juin 2000, il est nommé pair à vie en tant que baron Morgan, d'Aberdyfi dans le comté de Gwynedd. Il siège au Lords Select Committee sur la Constitution.

## Famille
Il est marié à l'historienne et criminologue Jane Morgan, décédée en 1992; ils ont deux enfants. En 2009, il se remarie avec Elizabeth Gibson-Morgan, maître de conférences en droit aux universités de Tours et de Bordeaux avant d'être nommée professeur en civilisation et droit des pays anglophones à l'université de Poitiers.

## Activités éditoriales
Kenneth Morgan est l'auteur de The People's Peace, une histoire de la Grande-Bretagne d'après-guerre, et réalise les biographies de plusieurs personnalités politiques, dont David Lloyd George, James Keir Hardie, James Callaghan et Michael Foot. Il dirige l'édition de The Oxford Illustrated History of Britain, auquel il contribue pour les deux derniers chapitres (1914-2000 et 2000-2010), et de la Welsh History Review de 1961 à 2003. Wales in British Politics, 1868-1922 traite de la franchise élargie, de la campagne pour le démantèlement, de la législation sur l'autonomie (principalement en ce qui concerne le Home Rule en Irlande) et des attitudes contrastées face à une guerre mondiale imminente. Liberté ou Sacrilège traite des positions contrastées sur la question du démantèlement de l'église galloise mais où il se prononce en faveur de la liberté obtenue sous cette dernière.

## Publications
- David Lloyd George, Welsh Radical as World Statesman (1963)
- Wales in British Politics, 1868-1922 (1963, rev ed 1992)
- Freedom or Sacrilege (1966)
- The Age of Lloyd George (1971)
- (éd.) Lloyd George, Family Letters (1973)
- Lloyd George (1974)
- Keir Hardie, Radical and Socialist (1975)
- Consensus and Disunity: The Lloyd George Coalition Government 1918-1922 (1979)
- Portrait of a Progressive (1980)
- David Lloyd George 1863 - 1945 (1981)
- Rebirth of a Nation: Wales 1880-1980, part of the Oxford History of Wales (en) (1981)
- Labour in Power, 1945-1951 (1984)
- Welsh Society and Nationhood (1984) (éditeur)
- The Oxford Illustrated History of Britain (1984, réédité à plusieurs reprises jusqu'en 2009)
- Labour People (1987, réédité en 1992)
- The Oxford History of Britain (1987, réédité en 2010) (éditeur)
- The Red Dragon and the Red Flag (1989)
- Britain and Europe (1995)
- The People's Peace: Britain since 1945 (1989, réédité en 2001)
- Modern Wales, Politics, Places and People (1995)
- The Young Oxford History of Britain and Ireland (1996) (éditeur)
- Callaghan: A Life (1997)
- Crime, Police and Protest in Modern British Society (1999) (éditeur)
- The Great Reform Act of 1832 (2001)
- The Twentieth Century (2001)
- Universities and the State (2002)
- Michael Foot: A Life (2007)
- Ages of Reform (2011)
- 'David Lloyd George 1863 - 2013' (2013), Journal of Liberal History tome 77 (éditeur)
- Revolution to Devolution: Reflections on Welsh Democracy (2014)
- My Histories, University of Wales Press, 320 p.  (ISBN 1783163232) (2015)